# Academia de las Ciencias de Lisboa
La Academia de las Ciencias de Lisboa (ACL) (Academia das Ciências de Lisboa en portugués) es una institución portuguesa científica de utilidad pública, cuyo objetivo principal es el incentivo a las actividades de investigación y de divulgación de la cultura portuguesa.
Los destinos de la ACL son gerenciados por el Consejo Administrativo del cual es presidente Adriano José Alves Moreira, y Eduardo Romano de Arantes e Oliveira como vicepresidente, António Dias Farinha como secretario general, Britaldo Rodrigues como vicesecretario y Artur Torres Pereira como tesorero.

## Historia
La Academia de las Ciencias de Lisboa fue fundada en el reinado de a Maria I el 24 de diciembre de 1779, en pleno Iluminismo, y su primer presidente y gran mentor fue el Duque de Lafões y el primer secretario   Domingos Vandelli, y el siguiente Abate Correia da Serra. Su denominación inicial fue Academia Real das Sciencias de Lisboa, que se mantiene hasta la Proclamación de la República Portuguesa (del 5 de octubre de 1910, designándose luego como "Academia das Ciências de Lisboa". A lo largo de su historia estuvo en seis sitios oficiales, encontrándose actualmente en el antiguo "Convento de Jesús de Lisboa", en la parte baja del Bairro Alto.

### Víctimas del terremoto de 1755
En 2004, al procederse a obras de manutención en el pavimento de los claustros, se descubren sepulturas con osamentas amontonadas. Realizadas investigaciones preliminares por el director del Museu ACL, Miguel Teles Antunes, se descubre que, mezcladas con los restos de los frailes del convento, estaban los de las víctimas del Terremoto de 1755. Se sigue estudiando por diversos investigadores, habiéndose hecho dos coloquios interacadémicos en el Salón Nobre de la ACL sobre esta temática.

## Clases y secciones
En la época de su fundación, la ACL estaba formada por tres clases (Ciencias Naturales, Ciencias Exactas y Bellas Letras). En 1851, las dos primeras se juntan en la clase Ciencias y la segunda da origen a Letras.
Cada una de las secciones tienen socios efectivos (cinco académicos) y socios correspondientes (diez académicos). Para realizar eso, cuenta también con socios correspondientes brasileños, socios correspondientes extranjeros, socios honorarios y socios eméritos.

### Clase de Ciencias
El vicepresidente del Consejo Administrativo de la ACL, Eduardo Romano de Arantes e Oliveira, es también presidente de la Clase de Ciencias, coadyuvado por Armando Pombeiro, vicepresidente; Britaldo Rodrigues, secretario; y Maria Manuela Chaves, vicesecretaria.
La Clase de Ciencias está constituida por las siguientes siete secciones, con los socios efectivos:
1. Matemática: Fernando R. Dias Agudo, António Ribeiro Gomes, Jaime Campos Ferreira, João Paulo Carvalho Dias
2. Física: João da Providência e Costa, José M. Moreira de Araújo, João Bessa e Sousa, Filipe Duarte Santos
3. Química: João José Rodiles Fraústo da Silva, Armando Pombeiro, Jorge Calado, José Simões Redinha, Sebastião José Formosinho S. Simões
4. Ciencias de la Tierra y del Espacio: João Manuel Cotelo Neiva, Britaldo Rodrigues, Miguel Teles Antunes, António Ramos Ribeiro e Martim Ramiro Portugal, Vasconcelos Ferreira
5. Ciencias Biológicas: Luís Archer, Arsénio Pato Carvalho, Roberto Salema, Maria Salomé Soares Pais, Vítor Madeira
6. Ciencias Médicas: José Manuel Toscano Rico, Jaime Celestino da Costa, Daniel Serrão, Artur Torres Pereira
7. Ciencias de la Ingeniería y Otras Ciencias Aplicadas: Eduardo Romano de Arantes e Oliveira, Maria Manuela Chaves, Armando C. Lencastre, João Resina Rodrigues, Carlos Salema

### Clase de Letras
El presidente del Consejo Administrativo de la ACL, Adriano Moreira, es también presidente de la Clase de Letras, ayudado por Artur Anselmo, vicepresidente; António Dias Farinha, secretario; y de Justino Mendes de Almeida, vicesecretario.
La Clase de Letras está constituida por las siguientes secciones, con los socios efectivos:
1. Literatura y Estudios Literarios: Luís Francisco Rebelo, Urbano Tavares Rodrigues, Agustina Bessa-Luís, João Bigotte Chorão, Artur Anselmo
2. Filología y Lingüística: José de Pina Martins, Américo da Costa Ramalho, Maria Helena da Rocha Pereira, João Malaca Casteleiro, Aníbal Pinto de Castro
3. Filosofía, Psicología y Ciencias de la Educación: José Hermano Saraiva, Fernando Castelo Branco, Justino Mendes de Almeida, António Brás Teixeira, José Ferreira Marques
4. Historia y Geografía: Joaquim Veríssimo Serrão, Ilídio do Amaral, José-Augusto França, José Mattoso, António Dias Farinha
5. Derecho y Ciencia Política: Pedro Soares Martínez, Mário Júlio de Almeida Costa, Martim de Albuquerque, Adriano Moreira
6. Economía y Finanzas: Manuel Jacinto Nunes, Paulo de Pitta e Cunha, y José Luís Cardoso
7. Sociología y Otras Ciencias Humanas y Sociales

## Institutos
La ACL tiene dos importantes institutos:

### Instituto de Altos Estudios
Instituto presidido también por Adriano Moreira y abierto a peritos y científicos no pertenecientes a la ACL, teniendo por objetivo la promoción de los estudios avanzados en Ciencias y Humanidades.

### Instituto de Lexicología y de Lexicografía de la Lengua Portuguesa
Presidido por Artur Anselmo, este instituto estimula la preservación y la expansión de la lengua portuguesa, estando abierto también a participación de peritos y científicos no pertenecientes a ACL. De entre las obras realizadas por el Instituto de Lexicología y Lexicografía de la ACL se cuenta con el Dicionário da Língua Portuguesa Contemporânea.

## Galería
|  |
|  |

|  |
|  |

|  |
|  |

|  |
|  |

|  |
|  |

|  |
|  |